# Pentawer
Pentawer (vagy Pentaur, Pentaweret) ókori egyiptomi herceg a XX. dinasztia idején, III. Ramszesz fáraó és Tije királyné fia. Az igazi neve ismeretlen, a Pentawer nevet a tárgyalásán a bírák használták, ahol mindenkit valamilyen más néven neveztek meg, hiszen az ítélet arról szólt, hogy a nevüket el kell felejteni. Ennek a névnek a jelentése: aki más nevet visel.
Ő lett volna a kedvezményezettje a hárem-összeesküvésnek, melyet anyja szervezett, hogy ne a fő királyné, Iszet fia lépjen trónra. A torinói jogi papirusz tanúsága alapján mikor az összeesküvést leleplezték, Pentawert is bíróság elé állították, majd öngyilkosságra kényszerítették.
Amióta Gaston Maspero 1886-ban megvizsgálta az „E-férfi” (vagy „Kiáltó múmia”) maradványait, amely a Dejr el-Bahari-i rejtekhelyről került elő, sokan az ő múmiájának tartják. A múmia balzsamozása, temetésének körülményei és a név hiánya a damnatio memoriaere utal. Mások az anomáliákat annak tudják be, hogy a temetést nem egyiptomiak végezték, hanem idegenek, akik vagy nem voltak tisztában az egyiptomi szokásokkal, vagy a saját szokásaik szerint végezték a műveletet.
Egy 2012-ben végzett genetikai vizsgálat megállapította, hogy az E-férfi néven ismert múmia és III. Ramszesz közt közeli rokonsági fok áll fenn, ami valószínűsíti a Pentawerrel való azonosítást.